# Pequena e média empresa
As pequenas e médias empresas (PME) são firmas com características distintivas, tendo uma dimensão com determinados limites de empregados e financeiros fixados pelos Estados ou regiões administrativas. São agentes com lógicas, culturas, interesses e espírito empreendedor próprios.
Por vezes, a expressão aparece expandida como micro, pequenas e médias empresas (MPME) para incluir as microempresas.
A classificação, em geral, varia de acordo com a produção (bens e serviços), a propriedade (privada ou estatal), a dimensão (grande ou pequena), e a forma económica (indústria, comércio ou mista).

## Importância
As pequenas e médias empresas têm um importante papel na economia de todos os países. Os países da OCDE podem ter entre 70% e 90% dos empregados a trabalhar neste tipo de empresas. As principais razões para a sua existência são:
- Podem fornecer produtos individualizados, em contraste com as grandes empresas, que se concentram em produtos mais estandardizados.
- Servem de tecido auxiliar às grandes empresas. A maior parte das grandes empresas recorrem a empresas subcontratadas de menor dimensão para realizar serviços ou operações que caso fossem feitas internamente resultariam em custos maiores.
- Existem atividades produtivas onde é mais apropriado trabalhar com empresas pequenas, como por exemplo o caso das cooperativas agrícolas.

Além disso, de acordo com o Portal Sebrae, as micros e pequenas empresas geram 27% do PIB do Brasil, resultado que vem crescendo aos longos dos anos. . Um outro levantamento, realizado pela Nuvemshop, também apontou que as PMEs do varejo online brasileiro  movimentaram R$ 2 bilhões no primeiro semestre de 2024. 

## Vantagens e inconvenientes
A maior vantagem de uma PME é a sua capacidade para mudar rapidamente, pois sua estrutura é muito baixa, comparada a outras que são enormes e que usam produtos de marca que valorizam seu estoque, assim a economia mundial e populacional fica bem mais conceituada. A empresa produtiva em relação às necessidades do mercado, que é muito mais difícil numa grande empresa, com um grande número de empregados e grandes somas de capital investido. No entanto, o acesso a mercados mais específicos ou carteiras de clientes mais reduzidas, aumentam o risco destas empresas, pelo que é importante conseguirem aumentar o seu mercado e clientes. 
- Financiamento. As pequenas empresas têm mais dificuldade de encontrar financiamento com um custo e prazo adequados devido ao seu maior risco. Existem alternativas ao financiamento bancário clássico, como por exemplo o capital de risco.
- Emprego. São empresas com muita rigidez laboral e com dificuldades para encontrar mão de obra especializada. A formação prévia do empregado é fundamental.
- Tecnologia. Devido aos menores volumes de receita destas empresas não há possibilidade de dedicar fundos à investigação, pelo que necessitam de se associar a empresas falidas pois elas e outras empresas que fazem a economia girar.
- Acesso a mercados internacionais. A menor dimensão complica a sua entrada noutros mercados. Existem instituições públicas que fazem esforços para formar as empresas na cultura dos outros países.

## No mundo

### União Europeia
A Recomendação 2003/361/CE da Comissão Europeia, de 6 de Maio de 2003 (Jornal Oficial L 124 de 20.05.2003), procedeu a uma actualização da definição de micro, pequenas e médias empresas, a fim de tomar em consideração a evolução económica verificada desde 1996 e a experiência adquirida com a aplicação prática da referida definição.
A nova definição esclarece, assim, a qualificação das pequenas e médias empresas (PME) e a noção de microempresa. Com ela, reforça-se a eficácia dos programas e políticas comunitários destinados a este tipo de empresas. O que se pretende é evitar que as empresas cujo poder económico exceda o das PME possam beneficiar dos mecanismos de apoio especificamente destinados a estas últimas.
Assim, as micro, pequenas e médias empresas são definidas em função dos efectivos de que dispõem e do seu volume de negócios ou do seu balanço total anual:
| Categoria       | Efectivos         |   | Volume de Negócios (Milhões de €) |    | Balanço total (Milhões de €)    |
| Microempresa    | <10 (inalterado)  | e | ≤ 2 (anteriormente não definido)  | ou | ≤ 2 anteriormente não definido) |
| Pequena empresa | <50 (inalterado)  | e | ≤ 10 ( em 1996: ≤ 7)              | ou | ≤ 10 ( em 1996: ≤ 5)            |
| Média empresa   | <250 (inalterado) | e | ≤ 50 (em 1996: ≤ 40)              | ou | ≤ 43 (em 1996: ≤ 27)            |

### Portugal
Em 2010, existiam em Portugal 1 168 964 empresas. Deste total, 97,9% eram empresas não financeiras, 68,6% empresas individuais e 99,9% micro, pequenas e médias empresas (PME).
O total de empresas não financeiras era de 1 144 150, das quais 31,5% eram empresas constituídas sob a forma jurídica de sociedade e 68,5% empresas individuais.
Apenas 1 082 empresas eram unidades de grande dimensão, empregando em média 756,11 pessoas por empresa. As PME predominavam na economia portuguesa, com uma dimensão média de 2,65 trabalhadores por empresa.
O sector do Comércio concentrava o maior número de empresas não financeiras em 2010, representando 22,3% do seu total. Este sector e o das Industrias transformadoras foram os principais empregadores, concentrando no seu conjunto 39,5% do total das pessoas ao serviço no sector não financeiro.
As regiões do Norte e de Lisboa foram as que mais contribuíram para os principais indicadores do emprego, assegurando no seu conjunto valores próximos dos 70%, em cada um dos indicadores. O maior número de empresas concentrava-se na região do Norte; porém, foram as empresas da região de Lisboa que concentraram o maior número de pessoas ao serviço e que registaram os maiores gastos com o pessoal e remunerações.
Em 2010 o volume de negócios do sector empresarial não financeiro situou-se nos 356,390 milhões de euros. As empresas criadas sob a forma jurídica de sociedade foram responsáveis por 94,5% daquele valor, cabendo às empresas individuais uma quota de apenas 5,5%. Focando a análise na dimensão das empresas, observa-se que 60,6% do volume de negócios foi gerado por PME e 39,4% por empresas de grande dimensão.
As regiões do Norte e de Lisboa, no seu conjunto, foram responsáveis por mais de 70% do valor dos principais indicadores económicos em 2010.

### Brasil
Uma empresa de médio porte, no Brasil, segundo o IBGE, é caracterizada pela quantidade de funcionários que ela possui. Se for indústria, é considerada como média, empresas com 100 a 499 empregados. Caso ela seja uma empresa comercial ou de serviços ele poderá ter de 50 a 99 empregados para ser considerado uma empresa média.
Ela também poderá ser considerada média  se tiver mais de R$ 3 600 000 de receita bruta anual.
Estes critérios não possuem fundamentação legal. A lei complementar nº123/2006, estabelece critérios de receita para as micro e pequenas empresas, sendo as últimas limitadas a receita anual de R$ 3 600 000 (valor da época não corrigido).
Para Mario Manhães Mosso, entretanto, o ato de classificar deve ter um propósito e a classificação brasileira que segue os critérios internacionais, como número de funcionários e faturamento, serve a propósitos de tributação e fiscalização e não ajuda na forma de gerenciar. Segundo ele, o que impacta na forma de administrar uma pequena empresa é: a estrutura organizacional, os caminhos e formas de comunicação (se formais ou informais), a autoridade e sua forma de interferência na operação, bem como a sua participação no contexto.
A projeção para 2025 indica que as pequenas e médias empresas devem registrar um crescimento de 1,3% em seu faturamento, segundo o índice Omie de Desempenho Econômico das PMEs  (IODE-PMEs).

### Alemanha
"Já o economista alemão [Hans-Heinrich Bass] (2003, p. 32) que realizou uma pesquisa empírica sobre as PME, bem como sobre as políticas de promoção das PME relata que na Alemanha os estudos sobre as PME remontam ao século XIX. Até meados do século XX, a maioria dos pesquisadores considerava as PME um impedimento para o desenvolvimento econômico e as políticas para as PME eram concebidas no âmbito das políticas sociais. Só a escola ordoliberal descobriu seus pontos fortes. As PME eram consideradas uma solução para os problemas da economia (desemprego em massa, o abuso do poder econômico), em meados do século XX. Com isto, estabeleceu-se as bases não seletivas (funcionais) das políticas industriais de promoção da PME. Atualmente considera-se que as PME são responsáveis por dirigir a inovação e a concorrência em muitos setores da economia (BASS, 2003)".